# Męcisław
Męcisław, Męcsław, Męsław – staropolskie imię męskie, złożone z członów Męci- ("gnębić, dręczyć", też "wzburzać, trząść") i -sław ("sława"). Prawdopodobnie oznaczało "ten, kto zdobywa sławę przez gnębienie".